# Бьянкани, Джузеппе
Джузеппе Бьянкани (ит. Giuseppe Biancani; лат. Josephus Blancanus; 8 марта 1566, Болонья — 7 июня 1624, Парма) — итальянский иезуитский астроном и математик, наблюдавший за Луной и планетами с помощью телескопа; в 1617 году описал схему термометра.

## Биография
Бьянкани вступил в новициат Общества Иисуса 4 октября 1592 года. Он изучал математику, которую преподавал знаменитый Христофор Клавий в иезуитской Collegio Romano в Риме. Между 1596 и 1599 годами он учился в иезуитском колледже в Падуе. Галилео Галилей был назначен профессором математики в Падуанском университете, университете Венецианской республики в 1592 году, где Бьянкани познакомился с ним во время его пребывания в Падуе. Эта дружба была важной для Бьянкани, который позже оказался в трудном положении, находящемся между взглядами своего ордена иезуитов и новыми идеями, которые отстаивал Галилей.
Колледж иезуитов, основанный в Падуе в 1542 году, стал важным учебным заведением к 1590 году, предлагая трехлетнюю степень по философии: логика преподавалась на первом году обучения, натурфилософия и физика — на втором, а метафизика — на третьем. Однако студенты университета возражали против иезуитского колледжа, и Венецианский сенат был вовлечен в спор в декабре 1591 года. Иезуитский колледж был обвинен в том, что он конкурирует с университетом Падуи, что было незаконным по венецианскому законодательству. В результате спора было запрещено обучать студентов, кроме иезуитов. Большая часть споров, которые продолжались в течение тех лет, когда Бьянкани учился там, была сосредоточена вокруг учения Аристотеля. Учителей-иезуитов обвиняли в том, что они не учили непосредственно по Аристотелю, а использовали современные тексты. Это повлияло на Бьянкани, который несколькими годами позже, в 1615 году, опубликовал текст «Aristotelis loca mathematica ex Universis ipsius operibus collecta et explicata», где рассматривались математические части сочинений Аристотеля.
В начале 1600-х Бьянкани, завершив длительный период обучения в ордене иезуитов, поступил в иезуитский колледж в Парме, где преподавал математику на протяжении всей своей карьеры. Он также преподавал в Пармском университете.

## Спор с Галилеем
Первое разногласие произошло в 1611 году и касалось гор на Луне. Галилей наблюдал поверхность Луны в телескоп в 1609 году и использовал определенные математические методы, чтобы доказать существование лунных гор. Его заявление появилось в Sidereus Nuncius (Звёздном вестнике), опубликованном в мае 1610 года. В мае 1611 года кардинал Фердинандо Гонзага собрал группу ученых, в основном иезуитов, в Мантуе, чтобы обсудить заявления Галилея. Одним из основных обсуждаемых вопросов было доказательство Галилея, что на Луне существуют горы, но отчет группы твердо подтвердил традиционное убеждение, что Луна была совершенно гладкой. Галилей подозревал, что Бьянкани был автором отчета, поэтому они обменялись письмами, в которых Бьянкани отмежевался от любого оскорбления в адрес Галилея, говоря, что он сожалеет, если тот был оскорблен. Но, тем не менее, Бьянкани отметил, что он действительно полагал, что Луна была совершенно гладкой. Он также не согласился с Галилеем в 1613 году, когда между Галилеем и Христофом Шейнером вспыхнул спор о солнечных пятнах. Галилей несправедливо обвинил Шейнера в плагиате, но, хотя открытие Шейнером солнечных пятен определенно не зависело от какой-либо работы Галилея, его объяснение было совершенно неверным. Бьянкани, однако, защищал своего соратника-иезуита Шейнера.

## Учение о Земле

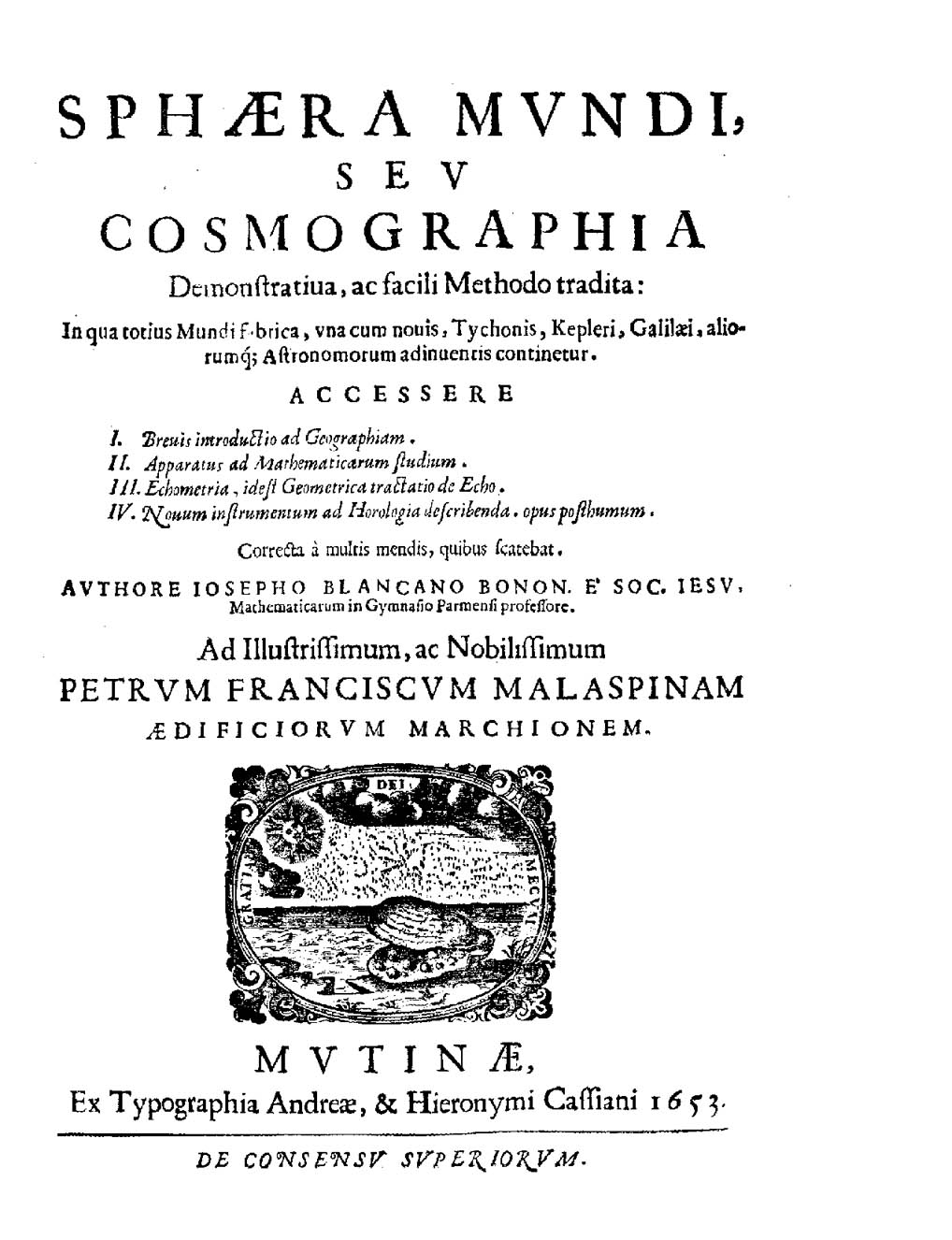
Sphaera mundi, seu Cosmographia demonstrativa, 1653

Бьянкани написал трактат Sphaera mundi, seu cosmographia manifestrativa, ac facili Methodo tradita в 1615 году. Однако не был опубликован до 1619 года в Болонье, после Указа священной Конгрегации Индекса в 1616 году, осуждающего трактат De Revolutionibus orbium caelestium (О вращении небесных сфер) Николая Коперника, In Iob Commentaria (Комментарий на книгу Иова) августинца Диего де Суньиги и Lettera sopra l’opinione de' Pittagorici, e del Copernico, della mobilità della terra e stabilità del sole, e del nuovo Pittagorico Sistema del Mondo (Письмо о взглядах пифагорейцев и Коперника, в котором согласуются места из Священного Писания и теологические суждения, которые могли бы быть противопоставлены этим взглядам) кармелита Паоло Антонио Фоскарини о подвижности Земли и неподвижности Солнца относительно звёзд.
В своей «Sphaera mundi» Бьянкани изложил теорию, согласно которой Бог создал Землю совершенным симметричным миром: самая высокая гора на суше имела свой пропорциональный эквивалент в самой низкой глубине океана. Первоначальная Земля возникла на третий день после сотворении мира в виде идеально гладкой сферы. Если бы не рука Бога, «естественный закон» позволил бы Земле остаться в этой форме. Однако Бьянкани полагал, что Бог создал глубины моря и образовал горы Земли. Более того, если бы её оставили на «естественный закон», то Земля была бы поглощена водой, подражая тому, как она была создана. Однако рука Бога вмешалась, чтобы полностью уничтожить Землю огнем.
Содержание книги, описанное на латыни: Sphaera Mundi, seu Cosmographia. Demonstrativa, ac facili Methodo tradita: In qua totius Mundi fabrica, una cum novis, Tychonis, Kepleri, Galilaei, aliorumque; Astronomorum adinventis continetur. Accessere I. Brevis introductio ad Geographiam. II. Аппарат и математическая студия. III. Echometria, idest Geometrica tractatio de Echo. IV. Novum instrumentum ad Horologia describenda.

Эта работа также представляет собой сводку открытий, сделанных с помощью телескопа Тихо Браге, Иоганном Кеплером, Галилеем, Коперником и другими. Цензура предыдущей работы Бьянкани повлияла на манеру, в которой он писал Sphaera mundi: 
«Но то, что это мнение [гелиоцентризм] ложно, — писал Бьянкани во время обсуждения теорий Коперника и Кеплера, — и должно быть отвергнуто (даже если оно установлено лучшими доказательствами и аргументами), тем не менее, стало гораздо более определенным в наши дни. когда оно было осуждено властью Церкви как противоречащее Священному Писанию» (Sphaera, IV, 37).
Работа не только включала исследования естественного явления эха и солнечных часов, но также включала карту Луны. Карта Бьянкани была составлена не в поддержку новых идей Коперника, а в поддержку традиционной геоцентрической космологии и в поддержку мысли Аристотеля. Бьянкани не соглашался с Галилеем, который верил в существование лунных гор. В письме 1611 года Кристофу Гринбергеру Бьянкани писал о своей уверенности в том, что на Луне не может быть никаких гор.

## Труды
- De mathematicarum Natura dissertatio. Una cum Clarorum mathematicorum chronologia (Bologna 1615)
- Aristotelis loca mathematica ex universes ipsius operibus collecta et explicata (Bologna 1615)
- Sphaera mundi, seu cosmographia demonstrativa, ac facili methodo tradita (Bologna 1619)
- Constructio instrumenti ad horologia solaria (1635)
- Echometria, id est Geometrica traditio de Echo (Modena 1635)